# Put ’em in a Box, Tie ’em with a Ribbon (and Throw ’em in the Deep Blue Sea)
Put ’em in a Box, Tie ’em with a Ribbon (and Throw ’em in the Deep Blue Sea) – piosenka z gatunku pop, której kompozytorem jest Jule Styne, a słowa napisał Sammy Cahn. Publikacja utworu miała miejsce w roku 1947, a spopularyzowany został przez Doris Day, która zaśpiewała go w swoim pierwszym filmie Romans na pełnym morzu, z 1948 roku.

## Autorzy późniejszych nagrań
Źródło
- Tex Beneke and The Glenn Miller Orchestra (1948)
- Nat King Cole Trio (1948)
- Doris Day (1948)
- Geraldo & His Orchestra (1948)
- Eddy Howard & His Orchestra (1948)
- Frankie Laine (1949)
- Danny Kaye and The Andrews Sisters (1950)
- Carol Woods i Karen Saunders (1998) – Bosom Buddies[4]
- Etta Jones (1999)
- Jenna Mammina (2001)
- Scott Dreier (2003)
- Melinda Schneider (2010) – nagranie zamieszczone na albumie artystki, wydanym ku pamięci Doris Day Melinda Does Doris